# Osman Ahmed Osman
Osman Ahmed Osman (in arabo عثمان أحمد عثمان‎?); Ismailia, 6 aprile 1917 – 1º maggio 1999) è stato un ingegnere, imprenditore e politico egiziano.
Noto come El-Mo'alim ("il Capo"), fondò Arab Contractors, la più grande compagnia contraente generale egiziana, che contribuì alla costruzione della diga di Assuan, inaugurata nel 1970. È stato in seguito Ministro della ricostruzione e dell'edilizia abitativa e in seguito componente della Camera dei rappresentanti.

## Biografia
Proveniente da una famiglia povera, nacque a Ismailia e perse il padre all'età di tre anni, nel 1920. Laureatosi in ingegneria civile all'Università del Cairo nel 1940, tornò poi nella città natale. Fondò l'impresa Osman Ahmed Osman, Engineer & Contractor, poi divenuta Arab Contractors.
Nel 1950 si recò in Arabia Saudita e in breve tempo riuscì a concludere importanti contratti multimilionari per progetti in Kuwait, Libia, Iraq ed Emirati Arabi Uniti, negli anni del boom del mercato dell'edilizia.
Nel 1956, qualche anno dopo la rivoluzione egiziana, rientrò in Egitto e stipulò un contratto di 48 milioni di dollari per la costruzione della diga di Assuan, l'ambizioso progetto di Gamal Abd el-Nasser i cui lavori iniziarono nel 1960 e si conclusero dieci anni dopo.
Nel 1961 il regime di Nasser nazionalizzò totalmente la Arab Contractors, ponendo di fatto Osman, che si trovava all'estero, di fronte a una scelta: continuare a prosperare all'estero o tornare in patria. Osman decise di tornare in Egitto, sentendosi in dovere di aiutare il proprio paese e gli occupati egiziani. Nasser consentì a Osman di continuare a gestire la compagnia, facendo approvare una speciale legge che consentisse alle compagnie del settore pubblico operanti all'estero di decidere incentivi e salari in modo flessibile.
Alla morte di Nasser per attacco cardiaco, nel 1970, alla carica di presidente dell'Egitto ascese Anwar al-Sadat, amico personale di Osman. Le critiche mosse da quest'ultimo nei confronti del defunto politico ben si conciliarono con le aspettative legate alla novità rappresentata da Sadat, tanto che Osman sostenne la guerra d'ottobre voluta dal presidente nel 1973, finanziando la costruzione dei traghetti che trasportarono le forze militari egiziane attraverso il canale di Suez.
Nel 1973 fondò un club calcistico affiliato all'impresa Arab Contractors, l'Al-Mokawloon, il cui stadio porta il nome di Osman.
Dal punto di vista politico, Osman, convinto sostenitore dei principi del capitalismo e del libero mercato, fu spesso in contrasto con le idee socialiste di Nasser e fu poi un sostenitore di Sadat. Come quest'ultimo, credette nella via diplomatica alla soluzione del conflitto israelo-palestinese. Accompagnò Sadat nella sua visita a Israele nel 1977.